# Pierre Bourgeade
Pierre Bourgeade, né le 7 novembre 1927 à Morlanne et mort le 12 mars 2009 à Loches, est un homme de lettres français à la fois romancier, dramaturge, poète, scénariste, réalisateur, journaliste, critique littéraire et photographe.

## Biographie
Pierre Bourgeade naît en 1927 à Morlanne (petit village dans les Pyrénées-Atlantiques).
Son père, Eugène Bourgeade, receveur-percepteur des impôts, descend d’un Bourgeade ferblantier et colporteur dans le Cantal ; sa mère, Henriette Navarron, est une descendante de Jean Racine.
Il est le beau-frère de l'écrivaine Paule Constant.
Il fut condamné pour « injure au chef de l'État » après avoir dénoncé la grâce que Georges Pompidou avait accordée au milicien Paul Touvier.[réf. nécessaire]
Il meurt le 12 mars 2009 à Loches. Il est enterré à Paris, au cimetière du Montparnasse, division 6.

### Hommage
En 2003 l'écrivain François Prunier lui dédie son premier roman, intitulé Martin Roi.[réf. nécessaire]

## Œuvre

### Théâtre
Auteur d'une quarantaine de pièces, le nom de Pierre Bourgeade reste lié à deux dates marquantes de la création théâtrale contemporaine[réf. nécessaire] : 1969, Orden, mise en scène par Jorge Lavelli, avènement du « théâtre musical » et 1976, Palazzo Mentale, créée par Georges Lavaudant, prix du syndicat de la critique dramatique.
Parmi ses autres pièces, on peut citer entre autres Deutsches Requiem (mise en scène Daniel Benoin), Fragments pour Guevara (mise en scène Michael Lonsdale), Le Procès de Charles Baudelaire (mise en scène Dominique Quéhec), Petite zoologie amoureuse - PZA (mise en scène Maurice Attias), L'Autorisation (mise en scène Jacques Rosny).
On lui doit deux adaptations de textes de Georges Bataille : Ma Mère puis Le Mort (mise en scène Maurice Attias). Il a également adapté pour Jean-Louis Barrault Antigone de Sophocle et Les Oiseaux d'Aristophane, dernier spectacle monté et joué par Barrault au Théâtre du Rond-Point.
Il a travaillé avec le compositeur Marius Constant sur le livret d'un mélodrame fantastique consacré au Marquis de Sade, Teresa (mise en scène Marc Adam au château de Lacoste en juillet 1995).

### Poésie
L’auteur écrit des poèmes, érotiques souvent, et toujours en vers de sept syllabes.

### Photographie
Fidèle à ses thèmes littéraires, Bourgeade a surtout photographié du nu, en noir et blanc. Il a été ami de plusieurs photographes, notamment Man Ray avec qui il a réalisé quelques entretiens et Pierre Molinier auquel il a consacré quelques textes.

### Récompenses
- 1966 : Prix Hermès-ESCP (Les Immortelles, Gallimard)
- 1976 : Prix du Syndicat de la critique dramatique (Palazzo Mentale)
- 1979 : Prix Max-Barthou de l’Académie française (Une ville grise, Gallimard)
- 1983 : Prix Mottart de l’Académie française + sélection prix Goncourt (Les Serpents, Gallimard)
- 1990 : Prix du public et de la photographie Monte-Carlo (Quartier nègre)
- 1998 : Grand prix Paul-Féval de littérature populaire de la Société des gens de lettres (Pitbull, Gallimard)
- 2009 : Prix spécial du jury Sade (Éloge des fétichistes, Tristram)

## Publications (liste non exhaustive)

### Romans
- 1968 : La Rose rose (Gallimard, coll. « Le Chemin »)
- 1969 : New York Party (Gallimard, coll. « Le Chemin »)
- 1973 : L'Aurore boréale (Gallimard, coll. « Le Chemin »)
- 1977 : L'Armoire (Gallimard, coll. « Blanche » - rééd. Folio no 2446)
- 1978 : Une ville grise (Gallimard, coll. « Le Chemin »)
- 1979 : Le Camp (Gallimard, coll. « Le Chemin »)
- 1981 : Le Football, c'est la guerre poursuivie par d'autres moyens (Gallimard)
- 1981 : Le Lac d'Orta (P. Belfond)
- 1983 : Les Serpents (Gallimard, coll. « Le Chemin » - rééd. Folio no 1704)
- 1984 : La Fin du monde (Denoël coll. « L'Infini »)
- 1985 : Mémoires de Judas (Gallimard, coll. « Le Chemin »)
- 1987 : Sade, Sainte Thérèse (Gallimard, coll. « Blanche »)
- 1989 : L'Empire des livres (Gallimard, coll. « Blanche » - rééd. Folio no 2319)
- 1993 : La Nature du roman (Jean-Jacques Pauvert coll. « Terrain vague »)
- 1998 : Les Âmes juives (Tristram - rééd. Pocket no 10669)
- 1999 : Warum (Tristram - rééd. Pocket no 11025 - rééd. Tristram, 2020)
- 2001 : L'Éternel mirage (Tristram)
- 2003 : L'Horloge, édition tête-bêche avec le recueil de nouvelles Les Boxeurs (Tristram)
- 2004 : Les Comédiens (Tristram)
- 2009 : Le Diable (Tristram)[6]
- 2014 : Venezia (Tristram)[6]

#### Sous le nom de Sabine de Surgis
- 1984 : La Femme sans visage (Pygmalion Gérard Watelet)

### Romans noirs
- 1986 : La Rondelle (Mercure de France, coll. « Crime parfait »)
- 1998 : Pitbull (Gallimard, coll. « Série noire » no 2481)
- 1999 : Téléphone rose (Gallimard, coll. « Série noire » no 2528)
- 2001 : En avant les singes ! (suivi de la nouvelle Cette nuit-là, Gallimard, coll. « Série noire » no 2625)
- 2001 : Gab save the Di (Baleine, coll. « Le Poulpe »)
- 2004 : Crashville (Flammarion)
- 2006 : Ramatuelle (Tristram)
- 2008 : Ça n'arrive qu'aux mourants (La Branche, coll. « Suite noire » no 26)

### Recueils de nouvelles

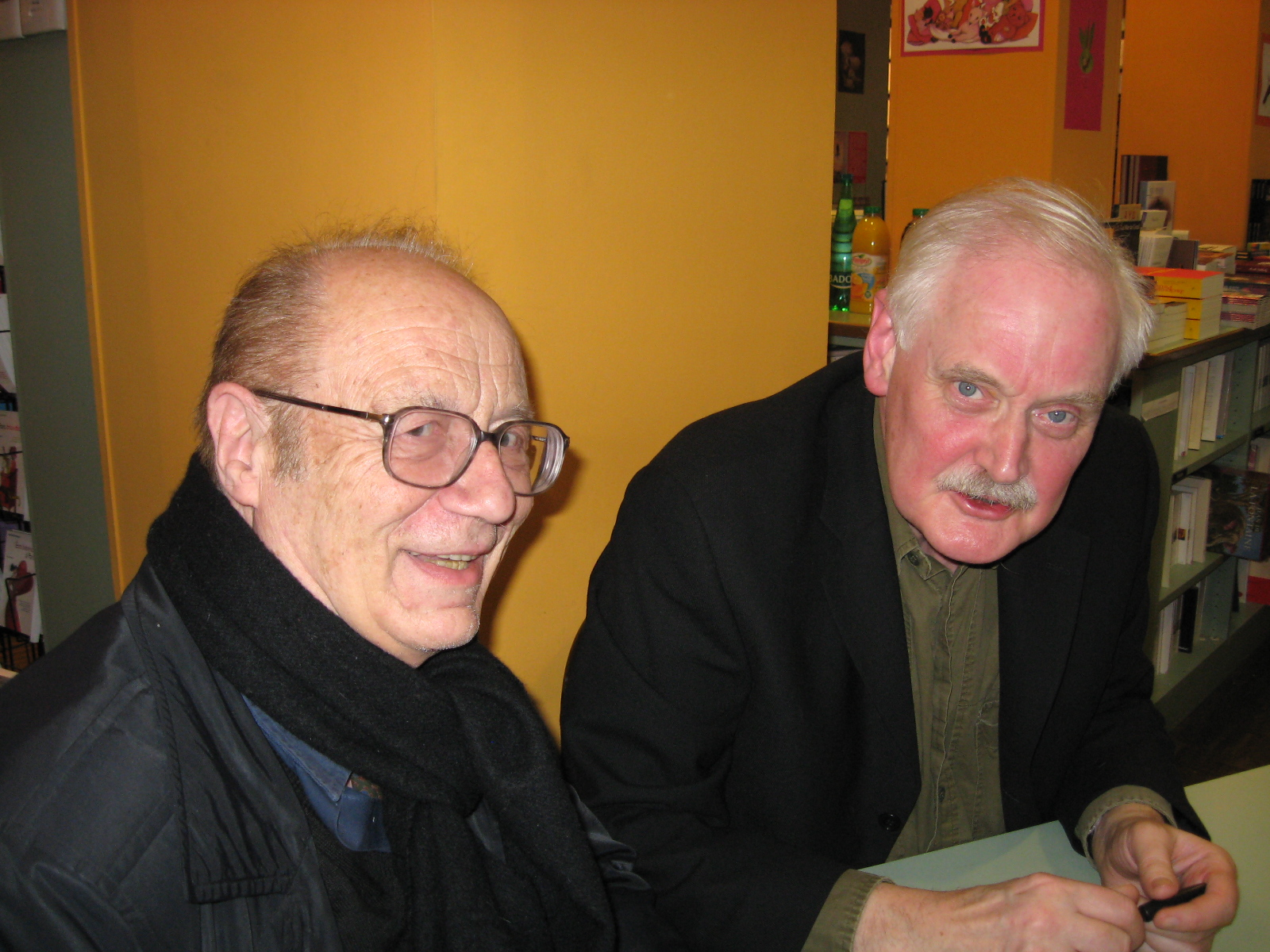
Pierre Bourgeade (à gauche) et Willem en dédicace à la librairie L'Arbre à lettres, janvier 2008, Paris.

- 1966 : Les Immortelles (Gallimard, coll. « Le Chemin » - rééd. Folio no 1168)
- 1995 : Éros mécanique (Gallimard, coll. « L'Infini » - rééd. Folio no 2989)
- 1997 : Cybersex et autres nouvelles (Ed. Blanche)
- 1998 : L'Argent (Gallimard, coll. « L'Infini »)
- 2000 : L'Autre face, avec Marie L. (Arléa)
- 2003 : Les Boxeurs, édition tête-bêche avec le roman L'Horloge (Tristram)
- 2007 : Rêves de femmes, ill. de Willem (Tristram)
- 2008 : Animamours, ill. de Marie Morel (Éditions HumuS, coll. « Eros-Oser »  (ISBN 2-940-127-43-3)

### Théâtre publié
- 1968 : Les Immortelles (Gallimard, « Le Manteau d'Arlequin »). D'après le recueil de nouvelles
- 1973 : Deutsches Requiem (Gallimard, « Le Manteau d'Arlequin »)
- 1975 : Orden (Gallimard, « Le Manteau d'Arlequin »)
- 1977 : Étoiles rouges (L'Avant-scène Théâtre no 604, 15/02/1977)
- 1980 : Le Procès de Charles Baudelaire suivi de Palazzo Mentale et de Fragments pour Guevara (Jacques-Marie Laffont sur
- 1989 : Le Camp (Gallimard, « Le Manteau d'Arlequin »). D'après le roman.
- 1995 : L'Autorisation (= Le Passeport) (L'Avant-scène Théâtre no 968, 15/04/1995)
- 1998 : Élisabeth Báthory (Variable)
- 2002 : Berlin 9 novembre (L'Avant-scène Théâtre Collection des quatre-vents[7])
- 2004 : Charenton. In Les Comédiens (Tristram)

### Poésie
- 1972 : A. noir, corset velu (photos d'Henri Maccheroni de 2000 photographies du sexe d’une femme, portfolio les Mains libres/Jean Petithory)[8]
- 1979 : Hanthologie pour Henri Maccheroni (texte sur 32 photographies de Henri Maccheroni, Roger Borderie éditeur)
- 1984 : Ultimum moriens (dessins de Shirley Carcassonne, coll. « Deleatur », Dominique Bedou)
- 1995 : Crânes (la Manière noire)
- 2004 : Ô, plein de strideurs étranges (photos d'Henri Maccheroni de 2000 photographies du sexe d’une femme, Abstème et Bobance)

### Essais, livres d'entretiens
- 1971 : Violoncelle qui résiste (Le Terrain Vague)
- 1972 : Bonsoir, Man Ray (Belfond)
- 1979 : La France à l'abattoir (Ramsay)
- 1988 : L'Ordre des ténèbres (avec Claude Alexandre[9] - Denoël)
- 1991 : Chronique du français quotidien (Belfond)
- 1997 : le Mystère Molinier (Pierre Molinier et ses ami(e)s) (Voix Richard Meier)
- 1998 : Un encyclopédiste du hasard : Thierry Agullo (L'Équipement de la Pensée/Mona Lisait)
- 1999 : Brigitte Lahaie (avec Claude Alexandre[9] - La Musardine)
- 2003 : L'Objet humain (Gallimard, coll. « L'Infini »)
- 2003 : « Le Sang du Toro »(Archive.org • Wikiwix • Archive.is • Google • Que faire ?) (avec Claude Alexandre[9] - Atlantica)
- 2009 : Éloge des fétichistes (Tristram)[6]

### Photographie
- 2007 : Rayographies[10], texte de Jacques Henric, coll. « Erotica » no 28 (Chez Higgins) - portfolio faisant suite à l'exposition à la galerie Christian Arnoux

### Dessins
- 2002 : Visite à Sade avec Man Ray et Visite à Pierre Molinier, livres de dessins à tirage limité, galerie Alain Oudin[11]

### Filmographie
- 1986 : Léon Blum à l'échelle humaine, téléfilm
- 2003 : L'Écrivain et son chien de Gala Fur et Pierre Bourgeade[12]
- 2005 : Médor et Baudelaire de Gala Fur et Pierre Bourgeade[12]

## Pour approfondir

#### Archives
- Fonds d'archives Pierre Bourgeade à l'IMEC
- Parcours, pièces, adaptations théâtre et livrets de Pierre Bourgeade sur le répertoire de La Chartreuse